# Liste de films français sortis en 1915
Listes de films français
- 1911
- 1912
- 1913
- 1914
- 1915
- 1916
- 1917
- 1918
- 1919

Liste non exhaustive de films français sortis en 1915.

## 1915
| Titre                                 | Réalisateur                           | Distribution                                                                  | Genre                   | Notes      |
| ------------------------------------- | ------------------------------------- | ----------------------------------------------------------------------------- | ----------------------- | ---------- |
| À qui la femme ?                      | Roger Lion                            | Carlos Avril, Pierre Etchepare, René Navarre                                  |                         |            |
| Aimer, pleurer, mourir                | Léonce Perret                         | Alice Tissot, Renée Carl, René Cresté                                         |                         |            |
| L'Angoisse au foyer                   | Louis Feuillade                       | Marcel Lévesque, Claude Mérelle, Renée Carl                                   |                         |            |
| Autour d'une bague                    | Gaston Ravel                          | André Roanne, Jean Signoret, Jacques Feyder                                   |                         |            |
| L'Autre devoir                        | Léonce Perret                         | Léonce Perret, Claude Mérelle, Alice Tissot                                   |                         |            |
| Le Blason                             | Louis Feuillade                       | Édouard Mathé, Berthe Jalabert, Jeanne Marie-Laurent                          |                         |            |
| Le Bon Oncle                          | Georges Monca                         | André Simon                                                                   | Comédie                 | 315 mètres |
| Celui qui reste                       | Louis Feuillade                       | Gabriel Signoret, Musidora, Claude Mérelle                                    |                         |            |
| Ceux de chez nous                     |                                       |                                                                               | Documentaire            |            |
| Le Champagne de Rigadin               | Georges Monca                         | Charles Prince                                                                | Comédie                 | 320 m.     |
| Le Collier de perles                  | Louis Feuillade                       | Édouard Mathé, Marthe Vinot, Claude Mérelle                                   |                         |            |
| La Course à la mort                   | Joseph Faivre                         | Josette Andriot, Camille Bardou, Jacques Feyder                               | Espionnage              |            |
| Cuisinier par amour                   | Max Linder                            | Max Linder, Lilian Greuze, Jacques Vandenne                                   | Comédie                 | 330 m      |
| Deux Françaises                       | Louis Feuillade                       | Maurice Poitel, Musidora, Claude Mérelle                                      |                         |            |
| Le Divorce de Rigadin                 | Georges Monca                         | Charles Prince                                                                | Comédie                 | 350 m.     |
| En famille                            | Georges Monca                         | Maria Fromet, Jean Kemm, Henry Krauss, Georges Tréville, Denise Grey          | Comédie dramatique      |            |
| En musique                            | Gaston Ravel                          | Jeanne Marie-Laurent, Nelly Palmer, André Roanne                              |                         |            |
| L'Énigme de la Riviera                | Léonce Perret                         | Paul Manson, René Cresté, Suzanne Grandais                                    |                         |            |
| L'Escapade de Filoche                 | Louis Feuillade                       | Marcel Lévesque, Édouard Mathé, Musidora                                      |                         |            |
| L'Expiation                           | Louis Feuillade                       | Yvette Andréyor, Fernand Herrmann                                             |                         |            |
| Le Fer à cheval                       | Louis Feuillade                       | Suzanne Le Bret, Marcel Lévesque, Édouard Mathé                               |                         |            |
| Fifi tambour                          | Louis Feuillade                       | Édouard Mathé, Musidora, Claude Mérelle                                       |                         |            |
| La Fille du Boche                     | Henri Pouctal                         | Jeanne Brindeau, Camille Bert, Pauline Carton                                 |                         |            |
| Le Furoncle                           | Louis Feuillade                       | Marcel Lévesque,Musidora, Charles Lamy                                        |                         |            |
| Les Gants blancs de Saint-Cyr         | Henri Diamant-Berger                  | Jacques Volnys, Cécile Guyon                                                  |                         |            |
| La Goualeuse                          | Alexandre Devarennes et Georges Monca | Henri Bosc, Jeanne Marnac, Jean Toulout, Jacques Normand; Carmen Sylva        | Comédie dramatique      |            |
| Goumiers algériens en Belgique        | Alfred Machin                         |                                                                               | Court métrage de guerre |            |
| Le Grand Souffle                      | Gaston Ravel                          |                                                                               |                         |            |
| La Guerre du feu                      | Georges Denola                        | Georges Dorival, André Simon                                                  | Film dramatique         | 16 min.    |
| Le Hasard et l'Amour                  | Max Linder                            | Max Linder, Lucy d'Orbel, Georges Gorby                                       | Comédie                 |            |
| Le Héros de l'Yser                    | Léonce Perret                         | Paul Manson, Armand Dutertre                                                  | Guerre                  |            |
| L'Heure du rêve                       | Léonce Perret                         | Paul Manson, Suzanne Grandais, Suzanne Delvé                                  |                         |            |
| Je me retire chez mon gendre          | Georges Monca                         | André Simon                                                                   | Comédie                 |            |
| Jeunes filles d'hier et d'aujourd'hui | Louis Feuillade                       | Musidora, Marthe Vinot                                                        |                         |            |
| Léonce aime les Belges                | Léonce Perret                         | Léonce Perret                                                                 | Comédie                 |            |
| Léonce et le Bain du préfet           | Léonce Perret                         | Léonce Perret                                                                 | Comédie                 |            |
| Léonce flûtiste                       | Léonce Perret                         | Léonce Perret, Fabienne Fabrèges                                              | Comédie                 |            |
| Léonce jardinier                      | Léonce Perret                         | Léonce Perret                                                                 | Comédie                 |            |
| Léonce papa                           | Léonce Perret                         | Léonce Perret                                                                 | Comédie                 |            |
| Leur kultur                           | Léonce Perret                         |                                                                               | Documentaire guerre     |            |
| Madame Fleur de Neige                 | Gaston Ravel                          | Louise Lagrange, Gaston Michel, Jeanne Marie-Laurent                          |                         |            |
| Le Malheur qui passe                  | Georges Monca                         | Paul Escoffier, Gabrielle Robinne, Léon Bernard, Henri Bosc, Georges Tréville | Film dramatique         | 1 045 m.   |
| Minne                                 | André Hugon                           | Musidora                                                                      |                         |            |
| Mon oncle n'épousera pas ma sœur      | Georges Monca                         | Charles Prince, André Simon                                                   | Comédie                 | 625 m.     |
| Les Noces d'argent                    | Louis Feuillade                       | Édouard Mathé, Maurice Poitel, Musidora                                       |                         |            |
| Le Noël d'un vagabond                 | Ferdinand Zecca, René Leprince        | Gabriel Signoret, René Alexandre, Gabrielle Robinne                           | Drame                   |            |
| Le Noël du poilu                      | Louis Feuillade                       | Louise Lagrange, Gaston Michel, Gabriel Signoret                              |                         |            |
| L'Ombre de la mort                    | Louis Feuillade                       |                                                                               | Court métrage           |            |
| L'Ombre tragique                      | Louis Feuillade                       | Yvette Andréyor                                                               |                         |            |
| Oscar veut placer son cœur            | Louis Feuillade                       | Léon Lorin                                                                    | Comédie                 | 130 m      |
| Pêcheur d'Islande                     | Henri Pouctal                         | Romuald Joubé, Camille Bert, Claude Mérelle                                   |                         |            |
| Rigadin célibataire                   | Georges Monca                         | Charles Prince                                                                | Comédie                 | 335 m.     |
| Le Roman de Midinette                 | Louis Feuillade                       | Géo Flandre, Louise Lagrange, Édouard Mathé                                   |                         |            |
| Le Roman de Rigadin À moi les femmes  | Georges Monca                         | Charles Prince, André Simon                                                   | Comédie                 | 660 m.     |
| Son or                                | Louis Feuillade                       | René Cresté, Louis Leubas, Yvette Andréyor                                    |                         |            |
| Le Sosie                              | Louis Feuillade                       | Jean Jacquinet, Suzanne Le Bret, Marcel Lévesque                              |                         |            |
| Strass et Compagnie                   | Abel Gance                            | Harry Baur, Gaston Michel, Jean Yonnel                                        |                         |            |
| Tante Lolotte                         | Léonce Perret                         | Léonce Perret, Alice Tissot                                                   | Comédie                 |            |
| Le Traquenard                         | Paul Garbagni                         | Fernand Mailly, Irène Bordoni, Jacques Grétillat                              | Crime                   |            |
| Un mariage à la baïonnette            | Georges Monca                         | Charles Prince, Clo Marra                                                     | Comédie                 |            |
| Une page de gloire                    | Léonce Perret                         | Armand Dutertre, René Montis                                                  |                         |            |
| L'Union sacrée                        | Louis Feuillade                       | Édouard Mathé, Musidora, Claude Mérelle                                       |                         |            |
| Les Vampires                          | Louis Feuillade                       | Édouard Mathé, Musidora, Marcel Lévesque                                      | Serial Policier         | 10 ép      |
| Le Vieux Cabotin                      | Ferdinand Zecca René Leprince         | Gabriel Signoret, René Alexandre, Gabrielle Robinne                           | Drame                   |            |